# Lista odcinków serialu anime Haikyū!!
Artykuł zawiera listę wszystkich wyemitowanych odcinków telewizyjnego serialu Haikyū!!, produkowanego na podstawie mangi autorstwa Haruichiego Furudate.
Według stanu na 18 grudnia 2020, wyprodukowano i wyemitowano łącznie 85 odcinków, wydano 5 odcinków specjalnych OVA oraz pokazano 4 filmy kompilacyjne.

## Przegląd sezonów
| Seria           | Seria                                    | Podtytuł                                   | Podtytuł                                         | Odcinki                                                                                    | Odcinki                                                                                    | Premiera serii                                                                             | Finał serii                                                                                |
| Seria           | Seria                                    | Rōmaji                                     | Kanji                                            | Odcinki                                                                                    | Odcinki                                                                                    | Premiera serii                                                                             | Finał serii                                                                                |
| --------------- | ---------------------------------------- | ------------------------------------------ | ------------------------------------------------ | ------------------------------------------------------------------------------------------ | ------------------------------------------------------------------------------------------ | ------------------------------------------------------------------------------------------ | ------------------------------------------------------------------------------------------ |
|                 | 1.                                       | –                                          | –                                                | 1–25 (25)                                                                                  | 1–25 (25)                                                                                  | 6 kwietnia 2014                                                                            | 21 września 2014                                                                           |
| OVA             | Lev kenzan!                              | リエーフ見参！                             | 9 listopada 2014 (Jump Festa) 4 marca 2015 (DVD) | 9 listopada 2014 (Jump Festa) 4 marca 2015 (DVD)                                           | 9 listopada 2014 (Jump Festa) 4 marca 2015 (DVD)                                           | 9 listopada 2014 (Jump Festa) 4 marca 2015 (DVD)                                           |                                                                                            |
|                 | 2.                                       | Second Season                              | セカンドシーズン                                 | 26–50 (25)                                                                                 | 26–50 (25)                                                                                 | 3 października 2015                                                                        | 26 marca 2016                                                                              |
| OVA             | VS Akaten                                | VS赤点                                     | 3 listopada 2015 (Jump Festa) 2 maja 2016 (DVD)  | 3 listopada 2015 (Jump Festa) 2 maja 2016 (DVD)                                            | 3 listopada 2015 (Jump Festa) 2 maja 2016 (DVD)                                            | 3 listopada 2015 (Jump Festa) 2 maja 2016 (DVD)                                            |                                                                                            |
|                 | 3.                                       | Karasuno Kōkō VS Shiratorizawa Gakuen Kōkō | 烏野高校VS白鳥沢学園高校                         | 51–60 (10)                                                                                 | 51–60 (10)                                                                                 | 7 października 2016                                                                        | 9 grudnia 2016                                                                             |
| OVA             | Tokushū! Harukō Volley ni kaketa seishun | 特集！春高バレーに賭けた青春               | 4 sierpnia 2017                                  | 4 sierpnia 2017                                                                            | 4 sierpnia 2017                                                                            | 4 sierpnia 2017                                                                            |                                                                                            |
|                 | OVA                                      | Riku VS Kū                                 | 陸VS空                                           | 21 grudnia 2019 (Jump Festa) 10 stycznia 2020 (Crunchyroll) 22 stycznia 2020 (DVD/Blu-ray) | 21 grudnia 2019 (Jump Festa) 10 stycznia 2020 (Crunchyroll) 22 stycznia 2020 (DVD/Blu-ray) | 21 grudnia 2019 (Jump Festa) 10 stycznia 2020 (Crunchyroll) 22 stycznia 2020 (DVD/Blu-ray) | 21 grudnia 2019 (Jump Festa) 10 stycznia 2020 (Crunchyroll) 22 stycznia 2020 (DVD/Blu-ray) |
| Ball no „Michi” | OVA                                      | ボールの"道"                               |                                                  | 21 grudnia 2019 (Jump Festa) 10 stycznia 2020 (Crunchyroll) 22 stycznia 2020 (DVD/Blu-ray) | 21 grudnia 2019 (Jump Festa) 10 stycznia 2020 (Crunchyroll) 22 stycznia 2020 (DVD/Blu-ray) | 21 grudnia 2019 (Jump Festa) 10 stycznia 2020 (Crunchyroll) 22 stycznia 2020 (DVD/Blu-ray) | 21 grudnia 2019 (Jump Festa) 10 stycznia 2020 (Crunchyroll) 22 stycznia 2020 (DVD/Blu-ray) |
| 4.              | To The Top                               | To The Top                                 | 61–85 (25)                                       | 61–73 (13)                                                                                 | 10 stycznia 2020                                                                           | 3 kwietnia 2020                                                                            |                                                                                            |
| 4.              | To The Top                               | To The Top                                 | 61–85 (25)                                       | 74–85 (12)                                                                                 | 2 października 2020                                                                        | 18 grudnia 2020                                                                            |                                                                                            |

## Haikyū!! (2014)
Pierwszy sezon obejmuje adaptację tomów od 1 do 8 (rozdziały 1–71). Kolejne odcinki emitowane były na antenach MBS i TBS w każdy piątek o 17.00 (czasu japońskiego JST).
| Lp. | Tytuł odcinka                                                        | Premiera         |
| --- | -------------------------------------------------------------------- | ---------------- |
| 1   | Owari to hajimari (終わりと始まり)                                   | 6 kwietnia 2014  |
| 2   | Karasuno Kōkō haikyū-bu (烏野高校排球部)                             | 13 kwietnia 2014 |
| 3   | Saikyō no mikata (最強の味方)                                        | 20 kwietnia 2014 |
| 4   | Itadaki no keshiki (頂の景色)                                        | 27 kwietnia 2014 |
| 5   | Shōshinmono no kinchō (小心者の緊張)                                 | 4 maja 2014      |
| 6   | Omoshiroi Team Omoshiroi chīmu (面白いチーム)                        | 11 maja 2014     |
| 7   | VS Daiō-sama (VS 大王様)                                             | 18 maja 2014     |
| 8   | "Ace" to yobareru hito "Ēsu" to yobareru hito ("エース"と呼ばれる人) | 25 maja 2014     |
| 9   | Ace e no Toss Ēsu e no tosu (エースへのトス)                         | 1 czerwca 2014   |
| 10  | Akogare (憧れ)                                                       | 8 czerwca 2014   |
| 11  | Ketsudan (決断)                                                      | 15 czerwca 2014  |
| 12  | Neko to karasu no saikai (ネコとカラスの再会)                        | 22 czerwca 2014  |
| 13  | Rival Raibaru (好敵手)                                               | 29 czerwca 2014  |
| 14  | Kyōteki-tachi (強敵たち)                                             | 6 lipca 2014     |
| 15  | Fukkatsu (復活)                                                      | 13 lipca 2014    |
| 16  | Shōsha to haisha (勝者と敗者)                                        | 20 lipca 2014    |
| 17  | Teppeki (鉄壁)                                                       | 27 lipca 2014    |
| 18  | Senaka no mamori (背中の護り)                                        | 3 sierpnia 2014  |
| 19  | Shikisha (指揮者)                                                    | 10 sierpnia 2014 |
| 20  | Oikawa Tōru wa tensai de wa nai (及川徹は天才ではない)               | 17 sierpnia 2014 |
| 21  | Senpai no jitsuryoku (先輩の実力)                                    | 24 sierpnia 2014 |
| 22  | Shinka (進化)                                                        | 31 sierpnia 2014 |
| 23  | Nagare o kaeru ippon (流れを変える一本)                              | 7 września 2014  |
| 24  | Nugu "Kodoku no ōsama" (脱・"孤独の王様")                            | 14 września 2014 |
| 25  | Mikkame (三日目)                                                     | 21 września 2014 |

## Haikyū!! Second Season (2015–2016)
Sezon drugi obejmuje adaptację tomów od 9 do połowy 17 (rozdziały 72–149). Kolejne odcinki emitowane były na antenach na antenach MBS, Tokyo MX, CBC i BS11, jednak premierowo odcinki emitowane były na antenie MBS w każdy piątek o 26.58 (czasu japońskiego JST).
| Lp. | Lp. | Tytuł odcinka                                                                | Premiera             |
| --- | --- | ---------------------------------------------------------------------------- | -------------------- |
| 1   | 26  | Let's Go Tōkyō!! Retsu Gō Tōkyō!! (レッツゴートーキョー！！)                 | 3 października 2015  |
| 2   | 27  | Chokusha nikkō (直射日光)                                                    | 10 października 2015 |
| 3   | 28  | Murabito B (村人B)                                                           | 17 października 2015 |
| 4   | 29  | Center Ace Sentā ēsu (センターエース)                                        | 24 października 2015 |
| 5   | 30  | Yoku (欲)                                                                    | 31 października 2015 |
| 6   | 31  | Tempo Tenpo (テンポ)                                                         | 7 listopada 2015     |
| 7   | 32  | Tsuki no de (月の出)                                                         | 14 listopada 2015    |
| 8   | 33  | Genkaku Hero Henkaku hīrō (幻覚ヒーロー)                                     | 21 listopada 2015    |
| 9   | 34  | VS Kasa (VS 傘)                                                              | 28 listopada 2015    |
| 10  | 35  | Haguruma (歯車)                                                              | 5 grudnia 2015       |
| 11  | 36  | Ue (上)                                                                      | 12 grudnia 2015      |
| 12  | 37  | Shiai kaishi!! (試合開始！！)                                                | 19 grudnia 2015      |
| 13  | 38  | Simple de junsiuna chikara Shinpuru de junsuina chikara (シンプルで純粋な力) | 26 grudnia 2015      |
| 14  | 39  | Sodachi zagari (育ち盛り)                                                    | 9 stycznia 2016      |
| 15  | 40  | Asobiba (アソビバ)                                                           | 16 stycznia 2016     |
| 16  | 41  | Tsugi e (次へ)                                                               | 23 stycznia 2016     |
| 17  | 42  | Konjounashi no tatakai (根性無しの戦い)                                      | 30 stycznia 2016     |
| 18  | 43  | Haibokusha-tachi (敗北者達)                                                  | 6 lutego 2016        |
| 19  | 44  | Teppeki wa nando demo kizukareru (鉄壁は何度でも築かれる)                    | 13 lutego 2016       |
| 20  | 45  | Fusshoku (払拭)                                                              | 20 lutego 2016       |
| 21  | 46  | Kowashiya (壊し屋)                                                           | 27 lutego 2016       |
| 22  | 47  | Moto okubyōmono no tatakai (元臆病者の戦い)                                  | 5 marca 2016         |
| 23  | 48  | Team Chīmu (チーム)                                                          | 12 marca 2016        |
| 24  | 49  | Zettai limit switch Zettai rimittosuitchi (絶対リミットスイッチ)             | 19 marca 2016        |
| 25  | 50  | Sensen fukoku (宣戦布告)                                                     | 26 marca 2016        |

## Haikyū!! Karasuno Kōkō VS Shiratorizawa Gakuen Kōkō (2016)
Trzeci sezon obejmuje adaptację tomów od połowy 17 do 21 (rozdziały 150–190). Kolejne odcinki emitowane były na antenach MBS i TBS, CBC, RKB Mainichi Broadcasting, HBC, TBC oraz na kanałach BS-TBS, jednak premierowo odcinki emitowane były na antenie TBS w każdy piątek o 25.55 (czasu japońskiego JST).
| Lp. | Lp. | Tytuł odcinka                                              | Premiera             |
| --- | --- | ---------------------------------------------------------- | -------------------- |
| 1   | 51  | Go aisatsu (ごあいさつ)                                    | 7 października 2016  |
| 2   | 52  | "Hidari" no kyōi (“左”の脅威)                              | 14 października 2016 |
| 3   | 53  | GUESS・MONSTER (GUESS・MONSTER)                            | 21 października 2016 |
| 4   | 54  | Tsuki no wa (月の輪)                                       | 28 października 2016 |
| 5   | 55  | Ko VS Kazu (個ＶＳ数)                                      | 4 listopada 2016     |
| 6   | 56  | Deai no kagaku henka (出会いの化学変化)                    | 11 listopada 2016    |
| 7   | 57  | Kodawari (こだわり)                                        | 18 listopada 2016    |
| 8   | 58  | Iya na otoko (嫌な男)                                      | 25 listopada 2016    |
| 9   | 59  | Volley baka-tachi Barē baka-tachi (バレー馬鹿たち)         | 2 grudnia 2016       |
| 10  | 60  | Concept no tatakai Konseputo no tatakai (コンセプトの戦い) | 9 grudnia 2016       |

## Haikyū!! To The Top (2020)
Czwarty sezon obejmuje adaptację tomów od 22 do 33 (rozdziały 191–296). W porównaniu z poprzednimi sezonami, Haikyū!! To The Top podzielony został na dwie połowy, o czym poinformowano 29 listopada 2019. Dzień po emisji premierowego odcinka czwartego sezonu na oficjalnej stronie podano do informacji, że liczyć będzie 25 odcinków. 

### Pierwsza połowa
Pierwsza połowa (składająca się z 13 odcinków) emitowana była od 10 stycznia do 3 kwietnia 2020 na antenach MBS i TBS w paśmie Super Animeism w każdy piątek o 25.25 (czasu japońskiego JST).
| Lp. | Lp. | Tytuł odcinka                                            | Premiera         |
| --- | --- | -------------------------------------------------------- | ---------------- |
| 1   | 61  | Jiko shōkai (自己紹介)                                   | 10 stycznia 2020 |
| 2   | 62  | Maigo (迷子)                                             | 17 stycznia 2020 |
| 3   | 63  | Shiten (視点)                                            | 24 stycznia 2020 |
| 4   | 64  | Raku (楽)                                                | 31 stycznia 2020 |
| 5   | 65  | Kūfuku (空腹)                                            | 7 lutego 2020    |
| 6   | 66  | Kōyō (昂揚)                                              | 14 lutego 2020   |
| 7   | 67  | Henkan (返還)                                            | 21 lutego 2020   |
| 8   | 68  | Challenger Charenjā (チャレンジャー)                     | 28 lutego 2020   |
| 9   | 69  | Sorezore no yoru (それぞれの夜)                          | 6 marca 2020     |
| 10  | 70  | Sensen (戦線)                                            | 13 marca 2020    |
| 11  | 71  | Tsunagareru Chance Tsunagareru chansu (繋がれるチャンス) | 20 marca 2020    |
| 12  | 72  | Senretsu (鮮烈)                                          | 27 marca 2020    |
| 13  | 73  | 2-kame (2日目)                                           | 3 kwietnia 2020  |

### Druga połowa
Premiera drugiej połowy czwartego sezonu (składającej się z pozostałych 12 odcinków) planowana była pierwotnie na lipiec 2020, jednak 22 maja za pośrednictwem oficjalnej strony internetowej anime produkcja podała do informacji, że premiera została opóźniona bezterminowo. Produkcja uzasadniła tę decyzję „uwagą poświęconą środkom bezpieczeństwa przeciw rozprzestrzenianiu się pandemii COVID-19”. W numerze 32/2020 magazynu „Shūkan Shōnen Jump” (wydanym 13 lipca) ogłoszono, że premiera drugiej połowy odbędzie się w październiku antenach MBS, TBS oraz BS-TBS w paśmie Animeism, natomiast 16 sierpnia poinformowano, że premiera nastąpi ostatecznie 2 października, zaś premierowo odcinki emitowane będą na antenach MBS i TBS w każdy piątek o 26.25 (czasu japońskiego JST). Ostatni odcinek sezonu wyemitowany został 18 grudnia.
| Lp. | Lp. | Tytuł odcinka                             | Premiera             |
| --- | --- | ----------------------------------------- | -------------------- |
| 14  | 74  | Rhythm Rizumu (リズム)                    | 2 października 2020  |
| 15  | 75  | Mitsukeru (見つける)                      | 9 października 2020  |
| 16  | 76  | Shitsuren (失恋)                          | 16 października 2020 |
| 17  | 77  | Neko VS Saru (ネコVSサル)                 | 23 października 2020 |
| 18  | 78  | Wana (罠)                                 | 30 października 2020 |
| 19  | 79  | Saikyō no chōsensha (最強の挑戦者)        | 6 listopada 2020     |
| 20  | 80  | Kashira (頭)                              | 13 listopada 2020    |
| 21  | 81  | Hero Hīrō (ヒーロー)                      | 20 listopada 2020    |
| 22  | 82  | Hāken (ハーケン)                          | 27 listopada 2020    |
| 23  | 83  | Shizukanaru ō no tanjō (静かなる王の誕生) | 4 grudnia 2020       |
| 24  | 84  | Bakemon-tachi no utage (バケモンたちの宴) | 11 grudnia 2020      |
| 25  | 85  | Yakusoku no chi (約束の地)                | 18 grudnia 2020      |

## Odcinki OVA
| Lp. | Tytuł odcinka                                                                                                  | Premiera                                                                                   |
| --- | --- | ------------------------------------------------------------------------------------------ |
| 1   | Lev kenzan! Riēfu kenzan! (リエーフ見参！)                                                                     | 9 listopada 2014 (Jump Festa) 4 marca 2015 (DVD)                                           |
| 2   | VS Akaten (VS 赤点)                                                                                            | 3 listopada 2015 (Jump Festa) 2 maja 2016 (DVD)                                            |
| 3   | Tokushū! Harukō Volley ni kaketa seishun Tokushū! Harukō barē ni kaketa seishun (特集！春高バレーに賭けた青春) | 4 sierpnia 2017                                                                            |
| 4   | Riku VS Kū (陸VS空)                                                                                            | 21 grudnia 2019 (Jump Festa) 10 stycznia 2020 (Crunchyroll) 22 stycznia 2020 (DVD/Blu-ray) |
| 5   | Ball no „Michi” Bōru no „Michi” (ボールの"道")                                                                 | 21 grudnia 2019 (Jump Festa) 10 stycznia 2020 (Crunchyroll) 22 stycznia 2020 (DVD/Blu-ray) |

## Filmy kompilacyjne
Filmy kompilacyjne są powtórzeniem wydarzeń ujętych w mandze. Pierwsza dwa były wyświetlane w japońskich kinach w 2015 roku, zaś dwa kolejne – w 2017 roku.
| Lp. | Tytuł                                                                                     | Premiera         |
| --- | ----------------------------------------------------------------------------------------- | ---------------- |
| 1   | Gekijō-ban Haikyū!! Owari to hajimari (劇場版 ハイキュー!! 終わりと始まり)                | 3 lipca 2015     |
| 2   | Gekijō-ban Haikyū!! Shōsha to haisha (劇場版 ハイキュー!! 勝者と敗者)                     | 18 września 2015 |
| 3   | Haikyū!! Sainō to Sense Haikyū!! Sainō to sensu (ハイキュー!! 才能とセンス)               | 15 września 2017 |
| 4   | Haikyū!! Concept no tatakai Haikyū!! Konseputo no tatakai (ハイキュー!! コンセプトの戦い) | 29 września 2017 |